# Spitalul de Psihiatrie și pentru Măsuri de Siguranță Săpoca
Spitalul de Psihiatrie și pentru Măsuri de Siguranță Săpoca este un spital din județul Buzău. A fost înființat în 1960, pe amplasamentul unei școli de meserii. Furnizează servicii de îngrijiri de psihiatrie pentru întreaga populație a județului Buzău, dar se adresează și persoanelor din alte județe. Ca spital de măsuri de siguranță, deservește nouă județe arondate prin dispoziție de la minister: Buzău, București, Ilfov, Ialomița, Brăila, Constanța, Prahova, Tulcea și Călărași.
În anul 2011, Spitalul Săpoca era cel mai mare de acest gen din țară și avea peste 850 de paturi.

## Crimele din 18 august 2019
În noaptea de 17 spre 18 august 2019, un bărbat a omorât 7 pacienți și a rănit alți 6 cu un stativ de perfuzie. Totul a pornit după ce bărbatul internat pentru alcoolism, la cererea familiei, a făcut o criză când un alt pacient a fost cazat în același pat cu el. Ministrul Sănătății, Sorina Pintea, s-a deplasat la Spitalul din Săpoca pentru a coordona ancheta internă. Aceasta a blamat „un lung șir de erori umane”, printre care nerespectarea procedurilor și a opinat că tragedia putea fi evitată. Pe 19 august, în urma raportului corpului de control al Ministerului Sănătății, managerul Spitalului din Săpoca și-a dat demisia.
Evenimentul a fost intens mediatizat și a redeschis discuția despre necesitatea reformării sistemului psihiatric din România.